# Берлингтон (Њу Џерзи)
Берлингтон (енгл. Burlington) град је у америчкој савезној држави Њу Џерзи. По попису становништва из 2010. у њему је живело 9.920 становника.

## Демографија
Према попису становништва из 2010. у граду је живело 9.920 становника, што је 184 (1,9%) становника више него 2000. године.
| Група             | 2000.         | 2010.         |
| Белци             | 6.492 (66,7%) | 5.579 (56,2%) |
| Афроамериканци    | 2.592 (26,6%) | 3.272 (33,0%) |
| Азијати           | 125 (1,3%)    | 201 (2,0%)    |
| Хиспаноамериканци | 332 (3,4%)    | 645 (6,5%)    |
| Укупно            | 9.736         | 9.920         |